# Медаља похвале Џон А. Бонер
Медаља похвале Џон А. Бонер (енгл. John A. Bonner Medal of Commendation) признање је које додељује Академија филмских уметности и наука по препоруци Комитета за научне и техничке награде. Медаља се додељује за „истакнут допринос и посвећеност одржавању високих стандарда Академије”. Инаугурална Медаља похвале додељена је на 50. Оскару, априла 1978. године, од када се додељује нередовно.

## Назив
Медаља се првобитно звала само Медаља похвале (енгл. Medal of Commendation), али је 1997. године добила епонима — америчког инжењера за звук Џона А. Бонера који је радио неколико година као гувернер Академијиног Огранка за звук те као председавајући Комитета за научне и техничке награде и Комитета за инспекцију театралног звука. Бонер је такође био режисер специјалних пројеката у Ворнер-Холивуд студију.
Председник Академије филмских уметности и наука Артур Хилер рекао је да ниједна особа није „... боље представљала концепт службе и посвећености Академији” него што је то чинио Бонер, те да је он био „... посвећен Академији више од 30 година. Његова посвећеност Академијином Театру Семјуел Голдвин била је легендарна и његова преданост Академији била је једноставно изванредна.”.

## Списак добитника
- 1977 (50) — Гордон Е. Сојер и Сидни Пол Солоу
- 1978 (51) — Џон О. Алберг, Линвуд Г. Дан, Лорен Р. Рајдер и Волдон О. Вотсон
- 1979 (52) — Чарлс Г. Кларк и Џон Г. Фрејн
- 1980 (53) — Фред Хајнс
- 1985 (58) — Џон Х. Витни ст.
- 1986 (59) — Е. М. (Ал) Луис
- 1990 (63) — Родерик Т. Рајан, Дон Трамбул и Џефри Х. Вилијамсон
- 1991 (64) — Ричард Џ. Стампф и Џозеф Вестхајмер
- 1992 (65) — Петро Влахос
- 1994 (67) — Џон А. Бонер
- 1996 (69) — Фокер Банеман и Бартон „Бад” Стоун
- 1997 (70) — Пит Кларк
- 1998 (71) — Дејвид В. Греј
- 1999 (72) — Едмунд М. Диџулио и Такуо Мијагишима
- 2000 (73) — Н. Пол Кенворти мл.
- 2001 (74) — Реј Фини
- 2002 (75) — Курт Белмер и Ричард Гликман
- 2003 (76) — Даглас Гринфилд
- 2005 (78) — Дон Хол
- 2006 (79) — Ричард Едланд
- 2007 (80) — Дејвид Инглиш
- 2008 (81) — Марк Кимбол
- 2010 (83) — Дени Клермонт
- 2011 (84) — Џонатан Ерланд
- 2012 (85) — Бил Тејлор
- 2013 (86) — Чарлс „Тед” Марбург